# A vajda tornya
A vajda tornya Dohnányi Ernő 1922-ben bemutatott kétfelvonásos operája, amely az 1920-as évek egyik  legnagyobb magyar zenei újdonságának számított, de nem sikerült repertoár darabbá válnia. 2003-ban felújította ugyan az Erkel Színház, de gyakorlatilag két évad után ismét eltűnt a magyar operaház repertoárjáról is.

## Az opera szereplői
| Szereplő                   | Hangfekvés   |
| -------------------------- | ------------ |
| Orbók, székely vajda       | basszus      |
| Kund, a fia                | bariton      |
| Emelka, az előbbi felesége | mezzoszoprán |
| Tarján, vezér              | tenor        |
| Iva, az előbbi felesége    | szoprán      |
| Talabér, kobzos regős      | tenor        |
| Turkevi                    | tenor        |
| Dömölk                     | basszus      |

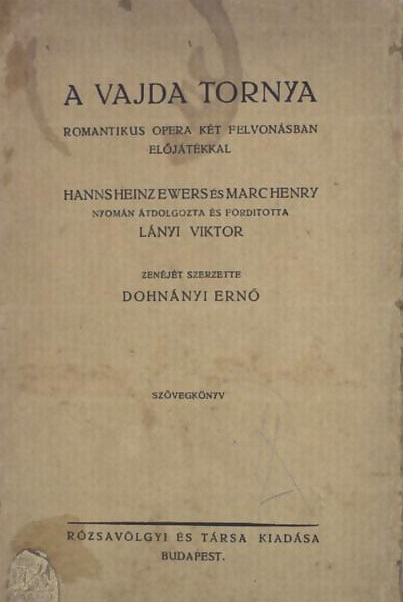
A szövegkönyv első kiadása

- Történik: Székelyföldön a X. század végén

## Az opera cselekménye

### Előjáték
A székelyek a besenyők betörései ellen egy torony építésébe fogtak, de akárhogy is próbálják egymásra rakni a köveket, a falak végül mindig összeomlanak. Nagy nehezen mégis sikerül felhelyezni a zárókövet Talabér regös énekére, de amint ez megtörtént, Nemere bérci szellem elkacagja magát és az épület összedől.  A bérc szelleme emberáldozatot követel: ha egy nőt feláldoznak neki, nem fog ledőlni többé a torony. Orbók vajda és hívei ezért úgy határoznak, hogy aki hajnalban először megy át a hídon, az az asszony vagy lány lesz a áldozat. A jelenlévők esküt tesznek, hogy a titkot nem árulják el senkinek. 

### I. felvonás
1.kép: Emelka, csak hatalom vágyból lett a Kund felesége.  Igazából Tarjánt szereti, de ő Ivát választotta párjául. A felvonás elején a két asszonyt látjuk, amint Iva a kisfia bölcsőjét ringatja, Emelka pedig egy szőttesen dolgozik.  Természetesen nincs közöttük egyetértés, nem szeretik egymást. Ezután Kund és Traján lép színre. Iva el akar menni, de férje marasztalja. Kund nem bírja megállni és kifecsegi feleségének a titkot. Emelka jó alkalmat talál, hogy vetélytársnőjét félre állítsa: csellel rábírja Ivát, hogy hajnalban a hídon át menjen el Orbók vajdához. 
2.kép: Hajnalban a híd előtt Orbók és Talabér várja az első közeledő nőt, aki át fog haladni a hídon. Ekkor hallják meg Iva énekét, de semmit sem tehetnek érte: a két férfi kezét köti a megállapodás. Iva áthalad a hídon, a vajda tudatja vele a székelyek elhatárzosát: ő lesz az áldozat, akit befalaznak a toronyba. Iva csak annyit kér, hogy hagyjanak két nyílást a falon, amelyeken át meg tudja szoptatni gyermekét. A felvonás végén felkészül a halálra.

### II. felvonás
A torony felépült és szilárdan áll, de a bajok nem múltak el: csapás csapás után sújtja a székelyeket, átok ül rajtuk. Kund elesik a besenyők elleni egyik csatában. Orbók elhatározza, hogy a vezetést átadja fiának. Tarján az özvegy Emelkát választja feleségül. A torony körül székelyek táboroznak, a falak mögül siralmas sóhajtások hallatszanak. Emelka vigasztalja urát: ne aggódjon, a magyarok már úton vannak a székelyek megsegítésére, de a szerencsétlen férfi ekkor is csak kedvesére tud gondolni. Talabér közben rátalált egy meggyötört ember roncsra, akit a székelyek elé vezet. Turkevi az, akinek a csatában Kund bevallotta, hogy az áldozat előtt elmondta feleségének a titkot. Emelka lelepleződik és bevallja, hogy ő küldte a halálba Ivát. Tarján megöli az asszonyt. A toronyból forrás fakad: Iva könnye, amelyben a férfi lemossa kezéről a vért. Ezután csatára kerül sor és a székelyek sikeresen űzik el a besenyőket.

## Az opera zenéje és szövegkönyve
Az opera szövegkönyvírója, Hans Heinz Ewers, mint a horror műfajának nagy mestere írta be magát az irodalomtörténetbe, de ez esetben eléggé szerencsétlen kézzel nyúlt a témához. A librettó gyenge és eredetileg nemzetközi tematikájú. Az opera alapmotívuma – az épülő torony összeomlik, majd hogy ennek elejét vegyék, egy asszonyt falaznak kövei közé – megfelel a Kőmíves Kelemen történetének. De Dohnányi, aki ekkor már nemzetközi elismertségnek örvendett, nem ismerte az említett magyar népballadát. A szövegkönyvíró egy albán népballada gyűjtemény alapján készítette el a librettót. Csak akkor hívták erre fel a figyelmét, amikor a külföldi premier után elkezdődtek a tárgyalások a magyarországi bemutatóról. Ekkor Lányi Viktor átírta a szöveget, a zeneszerző pedig a zenét igyekezett magyarosítani. Így az opera végső változata csak 1921-re készült el. A magyarosítás azonban erőltetettnek hat és csak kárára vált a darabnak, a hangvétel sem sikerült nemzetiesnek, és akárhogy is vesszük a darab a nemzetközi ballada-opera igényével lép fel.
A darab balladaiságát a késő romantikus és a XX. század eleji sötét moll tónusok, és a puritán, felhős stílusárnyalatok adták. A moll hangvétel, illetve Wagner stílus világa uralkodik a zenei anyagban. A Trisztán akkordok mellett felismerhetjük A Nibelung gyűrűje tetralógia balladai hangvételét, mindjárt a nyitó jelenet A walkür indítására emlékeztet. A második felvonás megrázó drámai ereje kiemelkedően jól sikerült. Dohnányi nagyobb zárt formákat csak elvétve alkalmazott. Figyelemreméltó, hogy az egyes jelenetek zenéje filmszerűen mosódik egybe: az előző jelenet zenéje még szól a következő, egészen más hangvételű jelenet alatt. Ez igen ötletes és előremutató megoldás volt Dohnányi részéről.  Nemere motívuma vezérmotívumszerűen visszatérve jellemzi a szereplőt, de a többi alak jellemzésére hangszereket használt a zeneszerző. Ivát a hegedű, Emelkát az angolkürt, Tarjánt a kürtök jellemzik zeneileg.  A mű legmeghatóbb része a gyászzene, amely Iva befalazásakor csendül fel.

## Külső hivatkozások
- Az opera szövegkönyve